# Guillermo Capetillo
Guillermo Capetillo (Cidade do México, 30 de abril de 1958), é um ator, cantor e toureiro mexicano. Guillermo é meio irmão de Eduardo Capetillo, também ator e cantor. Seu outro irmão, o ator Manuel Capetillo Filho, também é toureiro, assim como foi seu pai Manuel Capetillo (1926-2009).

## Biografia

### Ator
Guillermo saltou para fama com a telenovela mundialmente famosa Los ricos también lloran, do ano de 1979, onde atuou como filho  de Verónica Castro. Guillermo trabalhou junto com Victoria Ruffo em La fiera, no ano de 1983. Mais tarde Guillermo voltava a atuar com Verónica Castro, como o casal protagonista da telenovela Rosa salvaje, em 1987. 
Outra telenovela de grande êxito em sua carreira foi Tres mujeres, de 1999, onde interpretou 'Manuel Toscano', atuando com grandes atores como Erika Buenfil, Alexis Ayala, Karyme Lozano, Norma Herrera e Sergio Sendel. No ano de 2008, Guillermo inicia outra grande produção da Televisa, a telenovela Mañana es para siempre, onde interpreta personagens em diferentes fases da história, como 'Jerónimo Elizalde', o patriarca da família, e em seguida como o seu neto, o indiferente e mesquinho 'Aníbal Elizalde Rivera'. 
Guillermo foi casado com a apresentadora mexicana Tania Amezcua (2006-2009).

### Toureiro
O auge de sua carreira como toureiro foi a "Gallero", que ganhou em Jalisco no dia 30 de janeiro de 1994, na Praça de Touros "México", sendo uma das touradas mais completas e estéticas. Guillermo é chamado toureiro de "pellizco", sendo um personagem "favorito" para os rivais, que em qualquer erro encarregam-se de recordar sua carreira de ator. Encontrava-se afastado das touradas, mas em 2008 reiniciou sua carreira como toureiro. Guillermo dedicou-se à música brevemente, porém com msicas para touradas.

## Telenovelas
- Lo imperdonable (2015) - Padre Juan
- Amores verdaderos (2012-2013) - Nelson Brizz
- Cuando me Enamoro (2010-2011) - Antonio Iriondo
- Soy tu dueña (2010) - Rogelio Villalba
- Mañana es para siempre (2008-2009) - Jerónimo Elizalde/Anibal Elizalde Rivera
- Pablo y Andrea (2005) - Juan Carlos Saavedra
- Misión S.O.S, Aventura y amor (2004-2005) - Salvador Martínez
- Tres mujeres (1999-2000) - Manuel Toscano
- Una luz en el camino (1998) .... Rodrigo Gonzalez de Alba
- Pueblo chico, infierno grande (1997) - Hermilo Jaimez
- Atrapada (1991-1992) - Ángel Montero
- Rosa salvaje (1987-1988) - Rogelio Linares/Ricardo Linares
- Los cuervos (1986) - Andrés Alván
- La fiera (1983) - Víctor Alfonso Martínez Bustamante
- Colorina (1980) - José Miguél Redes
- Los ricos también lloran (1979-1980) - Alberto "Beto" López (Salvatierra)

## Discografía
- Una vez más el amor (1987)
- Mujer (1982)